# Berberis horrida
Berberis horrida är en berberisväxtart som beskrevs av C. Gay. Berberis horrida ingår i släktet berberisar, och familjen berberisväxter. Inga underarter finns listade i Catalogue of Life.